# Haut-volant cumulet
Le haut-volant cumulet, ou simplement cumulet, est une race de pigeon domestique de couleur blanche. Il est classé dans la catégorie pigeons de vol.

## Histoire
Le cumulet, descendant de Columba tabellaria dont les origines sont en Orient, a été sélectionné dans le Nord de la France et en Wallonie et dans les régions limitrophes allemandes afin de donner naissance à un pigeon voyageur performant. Un club se forme en Angleterre à Salford en 1899, pour bien fixer la race, mais disparaît quelques années plus tard. Le cumulet a été sélectionné avec une variété pour le vol et une autre pour les expositions, la première - qui pouvait tenir plus de dix heures en haut-vol - ayant pratiquement disparu aujourd'hui. Le cumulet est l'ancêtre du haut-volant français et du haut-volant de Stralsund.

## Description
Le haut-volant cumulet (variété exposition) est un pigeon racé et élégant de taille moyenne à la tête longue (et ronde à l'arrière du crâne) et au plumage d'un blanc pur. Son iris est opale pur et sa pupille, blanche. Les articulations de sas ailes sont puissantes, le corps est bien proportionné. Sa queue est portée horizontalement. Il aime profiter de sa liberté de voler, tout en étant attaché au toit sous lequel il est élevé.